# Phytomyza clematisi
Phytomyza clematisi är en tvåvingeart som beskrevs av Spencer 1964. Phytomyza clematisi ingår i släktet Phytomyza och familjen minerarflugor.
Artens utbredningsområde är Etiopien. Inga underarter finns listade i Catalogue of Life.